# Lieja-Bastoña-Lieja 1965
La Lieja-Bastogne-Lieja 1965 fue la 51.ª edición de la clásica ciclista Lieja-Bastoña-Lieja. La carrera se disputó el domingo 2 de mayo de 1965, sobre un recorrido de 253 km. El vencedor final fue el italiano Carmine Preziosi (Pelforth-Sauvage-Lejeune) que consiguió el triunfo al imponerse al sprint al también italiano Vittorio Adorni (Salvarani) y al belga Martin Van Den Bossche (Wiel's-Groene Leeuw), segundo y tercero respectivamente. 

## Clasificación final
| Posición | Ciclista               | Equipo                   | Tiempo   |
| -------- | ---------------------- | ------------------------ | -------- |
| 1        | Carmine Preziosi       | Pelforth-Sauvage-Lejeune | 7h01'04" |
| 2        | Vittorio Adorni        | Salvarani                | s.t.     |
| 3        | Martin Van Den Bossche | Wiel's-Groene Leeuw      | s.t.     |
| 4        | Roger Cooreman         | Dr. Mann-Grundig         | s.t.     |
| 5        | Michael Wright         | Wiel's-Groene Leeuw      | s.t.     |
| 6        | Leo Knops              | Lamot-Libertas           | s.t.     |
| 7        | Willy Bocklant         | Flandria-Romeo           | s.t.     |
| 8        | Gilbert Desmet         | Wiel's-Groene Leeuw      | s.t.     |
| 9        | Joseph Huysmans        | Dr. Mann-Grundig         | s.t.     |
| 10       | Tom Simpson            | Peugeot-Michelin-BP      | s.t.     |